# Azymuth
Azymuth est un trio brésilien créé à Rio de Janeiro dans les années 1973, formé par Ivan Conti (Batterie) (†), Alex Malheiros (Bassiste), José Roberto Bertrami (Claviers).
Leur style fusionne la samba, le funk et le jazz, pour un résultat électrique à forte personnalité.

## Composition
- Ivan Conti (†) - Percussions

Surnommé Mamão, il est né à Tijuca, Rio de Janeiro, il s'initie à la musique en jouant de la guitare. Il est multi-instrumentiste (guitare, percussions...). Il a collaboré avec Ray Brown, Dizzy Gillespie, Milt Jackson, Elis Regina, Gal Costa, Erasmo e Roberto Carlos, Rita Lee, et bien d'autres sur les scènes internationales.
- Alex Malheiros - Bassiste

Né à Niteroi dans une famille de musiciens, il apprend d'abord la batterie. Sous l'influence de son père et de son oncle il se spécialise à la contrebasse. Il joue aussi de la guitare acoustique et de la guitare électrique. Il travaille aussi avec Ed Lincoln et se produit avec Ivan Lins, Djavan notamment.
- José Roberto Bertrami - Claviers

Né à São Paulo sur scène au vibraphone dès l'âge de 12 ans. Arrangeur, Zé Roberto est aussi compositeur et claviériste. Réalise les arrangements pour Raul Seixas, Tim Maia entre autres.

## Histoire
Le groupe est né dans un bar à bière, le Canecão devenu salle de spectacle reconnue à Rio de Janeiro. Alex, Zé et Mamão se produisaient chacun avec son groupe respectif.
Jusqu'en 1973 ils se produisent en concert sous le nom de Seleção, préférant les bals aux salles de spectacles avec un public statique. Invités par Marcos Valle à jouer sur l'album O Fabuloso Fittipaldi en l'honneur du pilote automobile, ils reprennent le titre d'un morceau de ce disque Azymuth comme nom pour leur groupe. Ils forment alors un quartette avec Ariovaldo Contesini, mort au milieu des années 1970. Linha do horizonte enregistré avec Polydor, servira de générique à des Telenovela.
Leur succès dépassent les frontières[réf. nécessaire], très appréciés des Dj's londoniens, en contrat avec de grandes maisons de disques, ils ont enregistré et arrangé de nombreux succès brésiliens.
En 1976, ils sont les premiers brésiliens invités au Festival de Jazz de Montreux[réf. nécessaire], en Suisse.
Ils signent avec Milestone leur plus grands succès. 
La station de radio FIP les diffuse en France dès la fin des années 70, leurs disques sont alors désormais disponibles dans les bacs des grands distributeurs FNAC, etc.
En 1983, ils entament des carrières solo, mais continuent à enregistrer et à se produire.
Désormais sur le label londonien Far Out Recordings, ils résident au Brésil, où décède le pianiste du groupe, José Roberto Bertrami.

## Discographie
- 1973 - O Fabuloso Fittipaldi - Philips
- 1975 - Linha Do Horizonte
- 1976 - Azimuth EP - Polydor
- 1977 - Aguia Nao Come Mosca - Atlantic
- 1979 - Light As Feather - Milestone
- 1980 - Outubro - Milestone
- 1981 - Telecommunication - Milestone
- 1982 - Cascades - Milestone
- 1983 - Rapid Transit - Milestone
- 1984 - Flame - Milestone
- 1985 - Spectrum - Milestone
- 1985 - Live At Copocabana Palace - SBA
- 1986 - Tightrope Walker - Milestone
- 1987 - Crazy Rhythm - Milestone
- 1988 - Jazz Carnival - Best Of Azymuth - BGP
- 1989 - Tudo Bem - Enigma/EMI
- 1990 - Curumim - Enigma/EMI
- 1994 - The Beat Of Azymuth - Ace
- 1995 - 21 Anos - Spotlight
- 1996 - Carnival - Far Out Recordings
- 1998 - Woodland Warrior - Far Out Recordings
- 1999 - Pieces of Ipanema - Far Out Recordings
- 2001 - Before We Forget Far Out Recordings
- 2002 - Partido Novo - Far Out Recordings
- 2004 - Brazilian Soul - Far Out Recordings
- 2006 - Pure - Far Out Recordings
- 2008 - Butterfly - Far Out Recordings
- 2011 - Aurora - Far Out Recordings
- 2016 - Fênix - Far Out Recordings